# كورت الشوت
كورت الشوت (بالهولندية: Kurt Elshot)‏ (3 يوليو 1977 بباراماريبو في سورينام - ) هو لاعب كرة قدم هولندي في مركز الدفاع. لعب مع نادي غرونينغن وناك بريدا.

## وصلات خارجية
- كورت الشوت على موقع قاعدة بيانات كرة القدم.إي يو (الإنجليزية)